# Tre Valli Varesine Women's Race
La Tre Valli Varesine Women's Race è una gara ciclistica femminile di un giorno che si svolge ogni anno nella provincia di Varese. La gara è la versione femminile della Tre Valli Varesine.
Creata nel 2021, entrò a far parte del Calendario internazionale femminile UCI nella classe 1.2. Successivamente negli anni 2021 e 2022 passò in classe 1.1. Dal 2024 la competizione entra a far parte del circuito UCI Women's ProSeries.

## Albo d'oro
Aggiornato all'edizione 2024.
| Anno | Vincitore            | Secondo               | Terzo           |
| ---- | -------------------- | --------------------- | --------------- |
| 2021 | Arlenis Sierra       | Mavi García           | Rachel Neylan   |
| 2022 | Elisa Longo Borghini | Veronica Ewers        | Ane Santesteban |
| 2023 | Liane Lippert        | Cecilie Uttrup Ludwig | Elisa Balsamo   |
| 2024 | Cédrine Kerbaol      | Silvia Persico        | Liane Lippert   |

### Vittorie per nazione
Aggiornato all'edizione 2024.
| Pos. | Paese    | Vittorie |
| ---- | -------- | -------- |
| 1    | Cuba     | 1        |
| 1    | Francia  | 1        |
| 1    | Germania | 1        |
| 1    | Italia   | 1        |